# Satoru Terao
Satoru Terao (né le 25 juillet 1975) est un patineur de vitesse sur piste courte japonais.

## Carrière
Terao participe à ses premiers Jeux olympiques en 1994, à l'âge de 18 ans. Il arrive quatrième au 1000 mètres et cinquième du relais masculin. La même saison, il remporte le 500 mètres aux Championnats du monde.
En 1997, il prend le bronze du classement général des Championnats du monde, et il arrive quatrième en 1998. En 1999, il est deuxième, et en 2000, il arrive en cinquième position. Ses résultats déclinent à partir de 2001.
Il participe aux Jeux olympiques de 1994, 1998, 2002 et 2006, mais ne remporte jamais de médaille olympique.